# آمیت پانگال
آمیت پانگال (انگلیسی: Amit Panghal؛ زادهٔ ۱۶ اکتبر ۱۹۹۵) بوکسور اهل هند است.